# Brie Rippner
Brie Rippner (Los Angeles, Kalifornia, 1980. január 21. –) amerikai teniszezőnő. 1995-ben kezdte profi pályafutását, karrierje során négy egyéni és hét páros ITF-tornát nyert meg. Legjobb egyéni világranglista-helyezése ötvenhetedik volt, ezt 1999 augusztusában érte el. 2003-ban vonult vissza a tenisztől.

## Eredményei Grand Slam-tornákon

### Egyéniben
| Torna           | 2002   | 2001   | 2000   | 1999   | 1998   | 1997   | 1996 | 1995   |
| --------------- | ------ | ------ | ------ | ------ | ------ | ------ | ---- | ------ |
| Australian Open | -      | 1. kör | 1. kör | 2. kör | -      | -      | -    | -      |
| Roland Garros   | -      | -      | -      | 1. kör | -      | -      | -    | -      |
| Wimbledon       | 1. kör | -      | 3. kör | 2. kör | -      | -      | -    | -      |
| US Open         | 1. kör | -      | 1. kör | 1. kör | 2. kör | 2. kör | -    | 1. kör |

## Év végi világranglista-helyezései
| Év       | 1996 | 1997 | 1998 | 1999 | 2000 | 2001 | 2002 | 2003 |
| Helyezés | 437. | 154. | 107. | 93.  | 71.  | 290. | 151. | 888. |